# Ulrike Schwerdtner
Ulrike Schwerdtner (* 28. September 1973) ist eine ehemalige deutsche Volleyballspielerin.

## Volleyball-Karriere
Schwerdtner spielte während der Wende für den Schweriner SC, mit dem sie 1990 den FDGB-Pokal gewann. Von 1993 bis 1995 war die Zuspielerin für den USC Münster aktiv und wurde hier 1994 CEV-Pokalsiegerin sowie 1995 deutsche Vizemeisterin. In der Kategorie „Zuspiel“ war sie 1994 und 1995 in den Ranglisten des Deutschen Volleyballs vertreten. Außerdem spielte sie während ihrer Karriere mehrfach in der deutschen Nationalmannschaft. 